# Cercospora caladii
Cercospora caladii är en svampart som beskrevs av Cooke 1879. Cercospora caladii ingår i släktet Cercospora och familjen Mycosphaerellaceae.   Inga underarter finns listade i Catalogue of Life.